# Luke's Fatal Flivver
Luke's Fatal Flivver er en amerikansk stumfilm fra 1916.

## Medvirkende
- Harold Lloyd som Luke
- Snub Pollard
- Bebe Daniels
- Bud Jamison
- Charles Stevenson